# MDict
MDict是一款用于PC及移动设备的电子辞典软件，可以用于查看mdx格式的词典文件。 MDict软件在PC及绝大部分智能手机有相应的客户端，支持微软WM6.5系统、安卓系统的版本最早放出，支持魅族M8的测试版本已放出，支持iPhone及iPad的版本已在App Store上線，支持Bada版本已在三星app Store上線。

## 词库
由熱心網友为MDict制作的“词库”包括中国大百科全书，百度百科，互动百科，大英百科，中日英德法韩文维基百科、维基字典、维基文库，天涯网文，现代汉语词典，成语词典，新华词典，唐诗、宋词、元曲鉴赏词典，牛津、朗文、剑桥英语（双解）词典；花鸟娱乐辞典，医学辞典，数理化辞典，美食词典等，截止2013年6月28日，Mdict词库共计1789部。

### 文件格式
MDict词库格式为.mdx和.mdd（可选），软件本身并不提供词库，但软件作者提供了词库制作工具MDXBuilder，词库格式采用压缩算法来缩小体积，同时支持读取多个词库文件。有民间爱好者自制的兼容软件也可读取此类词库，如Android平台上的深蓝词典、EBPocket、EBDic、SeederDict、Qdict和欧路词典都提供了读取Mdict词库的功能。PC上的Goldendict、EBWin、欧路词典支持读取MDict词库格式。

## 特色功能
MDict支持简繁转换、TTS引擎发音和真人发音。

### 语音库
MDict软件本身也并不提供真人语音库，但词库制作工具可以制作语音库。